# 2023 في الصومال
أحداث سنة 2023 في الصومال.

## السياسة
- الرئيس : حسن شيخ محمود
- رئيس الوزراء : حمزة عبدي بري
- رئيس مجلس النواب : عبدي حاشي عبد الله

## أحداث
الأحداث الجارية – الحرب الأهلية الصومالية (2009–الآن) ( الجدول الزمني للحرب الأهلية الصومالية 2023 )؛ جائحة فيروس كورونا في الصومال

### يناير
- 4 يناير – تفجيرات محاس [الإنجليزية]: مقتل 35 شخصًا وإصابة آخرين إثر قيام حركة الشباب بتفجير سيارتين مفخختين في مقاطعة محاس، بمحافظة هيران.[1]
- 6 يناير
  - اجتاح مسلحو حركة الشباب قرية في ولاية هيرشبيلي، ما أسفر عن مقتل ستة أشخاص على الأقل، وكانت الحركة قد استولت على القرية في الأسبوع السابق.[2]
  - قُتل ما لا يقل عن 20 شخصًا وجُرح عدد آخر في كمين نصبته حركة الشباب في قاعدة حكومية في قرية هيلولي جاب.[3]
- 16 يناير
  - أعلنت القوات المسلحة الصومالية أنها استعادت مدينة حررطيري الساحلية وطرد حركة الشباب منها.[4]
  - وفقاً لضابط في ولاية بونتلاند، استولت القوات الصومالية المتحالفة مع الميليشيات الإقليمية على بلدة عيل طيري [الإنجليزية].[5]
- 17 يناير – مقتل سبعة جنود، من ضمنهم قيادي، إثر هجوم نفذته حركة الشباب على قاعدة في حوادلي بسيارة مفخخة يقودها انتحاري وأعقبها اجتياح مسلحين للقاعدة.[6]
- 22 يناير – قُتل خمسة مدنيين وستة من مسلحي حركة الشباب بعد حصار فرضته الحركة على مجمع يضم مكتب عمدة مقديشو ومرافق حكومية محلية أخرى.[7]
- 26 يناير – أدت غارة عسكرية أمريكية في شمال الصومال إلى مقتل العضو البارز في تنظيم الدولة الإسلامية بلال السوداني [الإنجليزية] وعشرة آخرين. ولم تشر التقارير إلى وقوع إصابات في صفوف الجيش الأمريكي في العملية التي أمر بها الرئيس الأمريكي جو بايدن.[8]

### مارس
- 21 مارس – أسفرت مواجهات بين الجيش الوطني الصومالي ومليشيات موالية للحكومة من جهة ومسلحين من حركة الشباب من جهة اخرى عن مقتل 30 من مقاتلي حركة الشباب وإصابة عدد آخر بعد هجوم شنته الحركة على قاعدة عسكرية جنوب البلاد. [9]

### مايو
- 2 مايو – أعلنت القوات المسلحة الصومالية القضاء على 67 من مقاتلي حركة الشباب والاستيلاء على عدد من الأسلحة خلال العملية العسكرية ضد الحركة في محافظة مدج بوسط الصومال.[10]
- 25 مايو - أجريت الانتخابات البلدية في بونتلاند [الإنجليزية] يوم الخميس، وهي المرة الثانية التي تجري فيها انتخابات مباشرة في الولاية المتمتعة بالحكم الذاتي بعد انتخابات تمهيدية في أكتوبر 2021، وجرت انتخابات سلمية في 30 مقاطعة.[11]
- 26 مايو – قُتل أربعة وخمسون جنديًا أوغنديًا بعد اقتحام مسلحين من حركة الشباب قاعدة تابعة لبعثة الاتحاد الأفريقي في بولومرير.[12]
- 28 مايو – أعلنت الحكومة الفيدرالية الصومالية أن البلاد ستتحول إلى النظام الرئاسي مع بداية العام 2024 وسيُنتخب المسؤولون عن طريق التصويت المباشر، منهية أكثر من ثلاثة عقود من التصويت غير المباشر حيث انتخب أعضاء مجلس النواب قادة البلاد بعد تعيينهم من قبل زعماء العشائر.[13]

### يونيو
- 10 يونيو
  - هجوم فندق مقديشو 2023: قُتل ستة مدنيين وثلاثة جنود وإصابة عشرة آخرين إثر هجوم شنته حركة الشباب على فندق في شاطئ ليدو، في العاصمة الصومالية مقديشو، كما قُتل جميع المهاجمين السبعة.[14]
  - لقي ما لا يقل عن 27 شخصاً مصرعهم، معظمهم من الأطفال، وأصيب 53 آخرون بعد انفجار بقايا قنبلة قديمة في قرية مورالي بمقاطعة جنالي في محافظة شبيلي السفلى جنوب البلاد.[15]
- 20 يونيو
  - عُيّن اللواء إبراهيم شيخ محي الدين قائدا للقوات المسلحة الصومالية، خلفًا للعميد أدوا يوسف راجي.[16]
  - قُتل ما لا يقل عن 26 شخصًا، 16 منهم جنود، وأصيب 30 آخرون عقب اشتباكات مسلحة في ولاية بونتلاند، واندلع الصراع عقب تصويت مجلس النواب في بونتلاند لصالح إجراء انتخابات رئاسية ونيابية مباشرة تخوضها الأحزاب السياسية.[17]

### يوليو
- 13 يوليو - قُتل أربعة أشخاص في ولاية جوبالاند جنوب الصومال، بعد استيلاء حركة الشباب على قاعدة عسكرية في المنطقة كان الجيش الكيني قد سلّمها إلى الصومال في 29 يونيو.[18]

### أغسطس
- 1 أغسطس - نصرة علي أبو بكر الطالبة الجامعية البالغة من العمر 18 عامًا، اشتهرت بمشاركتها في سباق 100 متر في دورة الألعاب الجامعية العالمية الحادية والثلاثين للاتحاد الدولي للرياضات المائية (FISU) في تشنغدو، الصين، وجاءت نصرة في المركز الأخير، وتسببت نتائجها السيئة بشكل ملحوظ وافتقارها إلى الروح الرياضية في إثارة غضب دولي واتهامات بالمحسوبية لا سيما بعدما تبين أن لها روابط عائلية مع رئيس لجنة ألعاب القوى الصومالية.[19]

### سبتمبر
- 23 سبتمبر - تفجير بلدوين 2023 [الإنجليزية]: مقتل ما لا يقل عن 20 شخصًا في تفجير انتحاري بسيارة مفخخة عند نقطة تفتيش في مدينة بلدوين مركز محافظة هيران.[20]

### أكتوبر
- 19 أكتوبر - أعلنت الحكومة الفيدرالية الصومالية اعترافها بولابة خاتمة بشكل رسمي.[21]

### نوفمبر
- 6 نوفمبر - قُتل ما لا يقل عن 53 شخصًا في الصومال خلال فيضانات ناجمة عن هطول أمطار غزيرة، وتسببت الفيضانات في تدمير آلاف المنازل والجسور والطرق كما تسببت بتشريد أكثر من نصف مليون شخص من منازلهم.[22][23]

### ديسمبر
- 1 ديسمبر
  - اعتُمد الصومال عضوا رسميا في مجموعة شرق أفريقيا.[24]
  - صوت مجلس الأمن التابع للأمم المتحدة بالإجماع على رفع حظر الأسلحة المفروض على الحكومة الفيدرالية والقوات المسلحة الصومالية.[25]
- 22 ديسمبر – استولى قراصنة على سفينة تجارية شراعية بالقرب من مدينة إيل قبالة سواحل بونتلاند، حسبما أفادت عمليات التجارة البحرية في المملكة المتحدة نقلاً عن السلطات العسكرية.[26]
- 27 ديسمبر - ضربت عدة قذائف مدفعية أحياء في العاصمة الصومالية مقديشو، وتسببت بأضرار ملحوظة في حي بونطيري، وأسفرت عن سقوط ضحايا، حيث قُتلت امرأة مسنة بعد سقوط قذيفة هاون على منزلها وهي تصلي صلاة الفجر.[27]

## وفيات
- 26 يناير – بلال السوداني [الإنجليزية] عضو تنظيم القاعدة، قُتل في غارة عسكرية.[28]
- 5 أبريل – إسماعيل محمود هُرّي [الإنجليزية]، (80 عاما) سياسي شغل منصب وزير الخارجية خلال (2000-2002، 2006-2007).[29]
- 16 أغسطس - الأديب جامع كدي [الإنجليزية] (73 عاما)، شاعر وكاتب، قضى بقصف بقذائف الهاون استهدف منزله في لاسعانود.[30]
- 20 ديسمبر – خديجة محمد ديرية، (74 عاما)، سياسية شغلت مناصب في الحكومة في الفترة ما بين 2001 و 2023، منها منصب وزيرة المرأة وحقوق الإنسان (مرتين)، ومنصب وزيرة الشباب والرياضة، ومنصب وزيرة الشؤون الإنسانية.[31]